# Paul Bronsart von Schellendorff

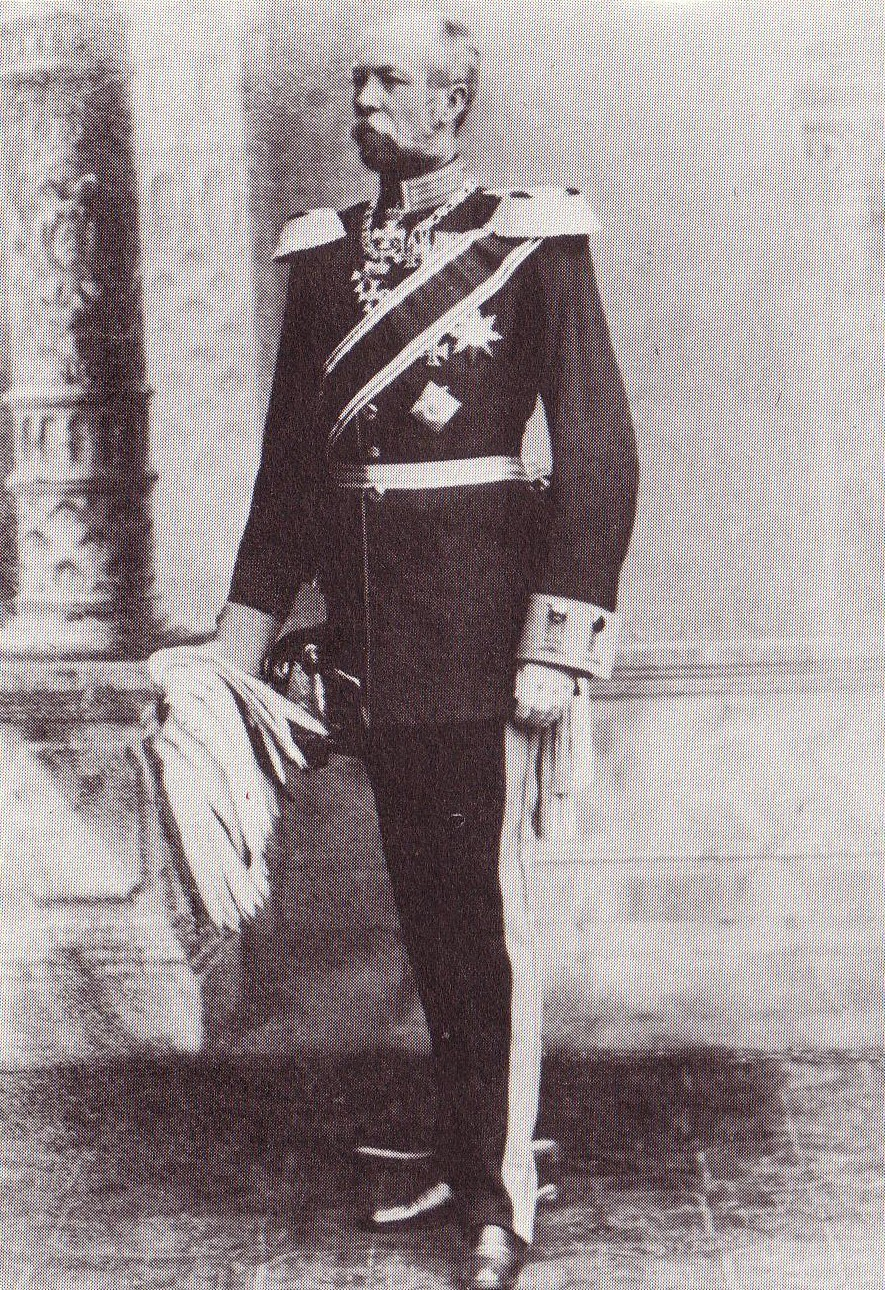
Paul Bronsart von Schellendorff, General und Kriegsminister

Paul Bronsart von Schellendorf

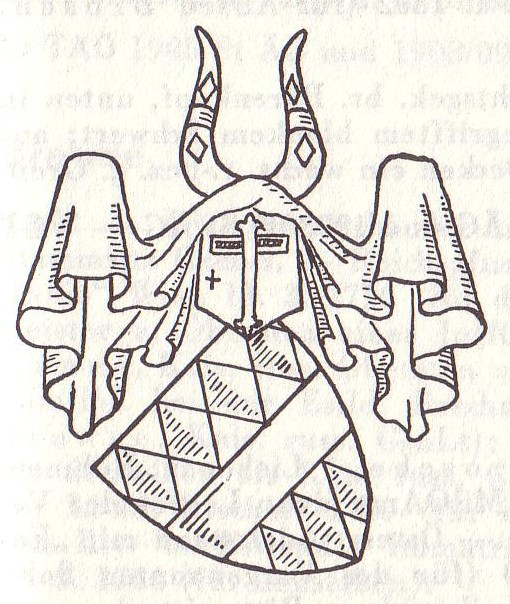
Wappen der Familie Bronsart von Schellendorff

Paul Leopold Eduard Heinrich Anton Bronsart von Schellendorff (* 25. Januar 1832 in Danzig; † 23. Juni 1891 auf Gut Schettnienen) war ein preußischer General der Infanterie sowie Staats- und Kriegsminister.

## Leben

### Herkunft
Paul entstammte dem alten preußischen Adelsgeschlecht derer von Bronsart von Schellendorff. Er war der Sohn des späteren preußischen Generalleutnants Heinrich Bronsart von Schellendorff (1803–1874) und dessen Ehefrau Antoinette Martha Elisabeth, geborene d’Azemar de Rège (1810–1873). Sein jüngerer Bruder und späterer Nachfolger im Amt des Kriegsministers war Walther Bronsart von Schellendorff.

### Militärkarriere
Nach dem Besuch des Gymnasiums in Danzig sowie der Kadettenhäuser in Kulm und Berlin trat Bronsart von Schellendorff am 28. April 1849 als Sekondeleutnant in das Kaiser Franz Grenadier-Regiment der Preußischen Armee ein. Ab 1. Juni 1852 war er Adjutant des Füsilier-Bataillons des 4. Garde-Landwehr-Regiments und besuchte vom 1. Oktober 1855 bis 31. Juli 1858 die Allgemeine Kriegsschule. Es folgte dann am 1. Mai 1859 seine Kommandierung zur trigonometrischen Abteilung des Großen Generalstabs sowie die Beförderung zum Premierleutnant am 31. Mai 1859. Mit der Beförderung zum Hauptmann am 23. Februar 1861 wurde er in den Großen Generalstab versetzt. Anschließend war Bronsart von Schellendorf vom 2. September 1862 bis 8. Juni 1864 im Generalstab des II. Armee-Korps, trat dann in den Truppendienst zurück und wurde Kompaniechef im Grenadier-Regiment Nr. 2. Im Mai 1865 kehrte er in den Großen Generalstab zurück und wurde am 24. Dezember 1865 Major. Am 23. Mai 1866 wurde er in den Generalstab des II. Armee-Korps versetzt, dem er für die Dauer des Krieges gegen Österreich angehörte und in dessen Verlauf er an den Kämpfen bei Gitschin und Königgrätz teilnahm. Nach Friedensschluss gehörte Bronsart von Schellendorff wieder dem Großen Generalstab an und wurde am 13. Oktober 1866 zur Dienstleistung beim Kriegsministerium kommandiert. Von dieser Aufgabe wurde er am 21. November 1869 entbunden und mit der Wahrnehmung der Geschäfte als Chef der Abteilung Mobilmachung und Aufmarsch im Großen Generalstab beauftragt.
Im Deutsch-Französischen Krieg war Bronsart von Schellendorff Abteilungschef im Generalstab des Großen Hauptquartiers. Am 1. September 1870 wurde er in die Festung Sedan entsandt, als die französischen Verteidiger kapitulierten, um die ersten Verhandlungen mit Napoléon III. zu führen. Während des Krieges führte Schellendorf ein Geheimes Kriegstagebuch, das als Primärquelle einen direkten Einblick in die Arbeit des deutschen Oberkommandos während des Krieges ermöglicht und erst achtzig Jahre später veröffentlicht wurde.
Ausgezeichnet mit beiden Klassen des Eisernen Kreuzes wurde er nach dem Friedensschluss Oberst und Generalstabschef des Gardekorps und 1876 Generalmajor. Als solcher wurde Bronsart von Schellendorff am 12. März 1878 zum Kommandeur der 1. Garde-Infanterie-Brigade sowie zum Kommandanten von Potsdam ernannt. Darauf folgte ab 14. Juni 1881 seine Verwendung als Kommandeur der 2. Garde-Division und die Beförderung zum Generalleutnant am 28. Juni 1881.
Im März 1883 trat Bronsart von Schellendorff die Nachfolge von Georg von Kameke als Kriegsminister an. Unter seiner Leitung wurde der am 11. März 1887 vom Reichstag angenommene Entwurf zur Erhöhung der Friedensstärke des Reichsheeres bearbeitet. Auch fanden eine Reihe von Modernisierungen statt, so unter anderem die Bewaffnung der Fußtruppen mit dem Repetiergewehr, ein neues Pensionsgesetz für Militärangehörige und ein Gesetz über die Wehrpflicht (11. Februar 1888). Während seiner Zeit als Kriegsminister war Bronsart von Schellendorff auch Bevollmächtigter zum Bundesrat, Vorsitzender des Ausschusses für das Landheer und die Festungen sowie Chef der Direktion des Großen Militärwaisenhauses. Bei der Beisetzung Wilhelm I. trug Bronsart von Schellendorff das Reichsschwert vor dem Sarg. Am 23. April 1888 wurde er mit Patent vom 14. April 1888 zum General der Infanterie befördert und am 3. Juli 1888 mit dem Großkreuz des Roten Adlerordens ausgezeichnet. In Würdigung seiner Verdienste ernannte Kaiser Wilhelm II. ihn am 27. Januar 1889 zum Chef des Grenadier-Regiments „König Friedrich I.“ (4. Ostpreußisches) Nr. 5. Nach ihm wurde zudem das Fort II der Festung Königsberg benannt.
Auf seine Bitte hin wurde Bronsart von Schellendorff am 8. April 1889 unter Verleihung des Sterns der Großkomture des Königlichen Hausordens von Hohenzollern von seiner Stellung als Kriegsminister enthoben. Wilhelm II. entsprach auch seinem Wunsch und ernannte ihn am 15. Juni zum Kommandierenden General des I. Armee-Korps in Königsberg.
Bronsart von Schellendorff verstarb an einer Lungenentzündung auf seinem Gut Schettnienen. Er war auch Eigentümer der dortigen Güter Samsdorf und Ruhnenberg (poln. Runka).

### Familie
Bronsart von Schellendorf heiratete am 30. Mai 1853 in Berlin Rosalie Klara Marie, geborene Schmidt (1833–1913), die Tochter des preußischen Geheimen Oberhofkammerrats Heinrich Schmidt und der Rosalie von Knobelsdorff. Aus der Ehe gingen sieben Kinder hervor, darunter:
- Maria (1854–1932) ⚭ Ferdinand von Stülpnagel (1842–1912), preußischer General der Infanterie
- Rosalie (1855–1862)
- Wilhelm (1861–1914), Herr auf Gut Schettnienen, starb als Major und Bataillonskommandeur im Infanterie-Regiment „Freiherr Hiller von Gaertringen“ (4. Posensches) Nr. 59[2]
- Friedrich (1864–1950), preußischer Generalleutnant
- Georg (1869–1933), preußischer Oberstleutnant

### Auszeichnungen
Neben den bereits genannten Auszeichnungen erhielt er folgende Orden und Ehrenzeichen:
- Stern zum Kronen-Orden II. Klasse mit Schwertern am Ringe am 18. September 1880
- Großkreuz des Ordens der Krone von Italien am 17. März 1883
- Großkreuz des Ordens vom Zähringer Löwen am 20. September 1885
- Großkreuz des Ordens der Württembergischen Krone am 1. Oktober 1885

### Schriften
- Ein Rückblick auf die Taktischen Rückblicke. Berlin 1870.
- Der Dienst des Generalstabs. Berlin 1875 (1. Auflage) – die Überarbeitung der dritten Auflage 1893 nahm General Jacob Meckel vor.
- Betrachtungen über eine zeitgemäße Fechtweise der Infanterie. Berlin 1891.

## Rezeption
Eine Folge der dreiteiligen Dokumentation Der Bruderkrieg – Deutsche und Franzosen 1870/71 aus dem Jahr 2020 schaut aus seiner Perspektive auf den Deutsch-Französischen Krieg und folgt seinem Weg nach Paris, wobei sein Geheimes Kriegstagebuch als Quelle genutzt wird.